# Wiley (raper)
Wiley, właściwie Richard Cowie (ur. 19 stycznia 1979 w Londynie w Wielkiej Brytanii) – brytyjski raper, członek Roll Deep oraz Boy Better Know i producent muzyczny.

## Życiorys
Jest nazywany "ojcem chrzestnym" lub nawet "królem" muzyki Grime. Na początku lat 2000 wydawał utwory instrumentalne. W tamtym czasie Wiley nazywał swoją muzykę "Eskibeat", a utwory często wydawał pod pseudonimem "Eskiboy". Pierwszy komercyjny sukces osiągnął w 2008.
W tym samym roku, na 3 dni przed zdjęciami do teledysku "Wearing My Rolex", Wiley został zaatakowany nożem, co pozostawiło bliznę na lewej stronie twarzy. Utracił przez to pewność siebie i nie chciał występować w swoich teledyskach ani w wywiadach, aby "nie odstraszać dzieci".

## Dyskografia
| 2004                           | Treddin' On Thin Ice | 45  |
| 2006                           | Da 2nd Phaze         | —   |
| 2007                           | Playtime Is Over     | 71  |
| 2008                           | Grime Wave           | 176 |
| 2008                           | See Clear Now        | 13  |
| 2009                           | Race Against Time    | 130 |
| 2010                           | The Elusive          | —   |
| 2011                           | 100% Publishing      | 76  |
| 2011                           | Chill Out Zone       | —   |
| 2012                           | Evolve or Be Extinct | 86  |
| 2013                           | The Ascent           | 26  |
| 2014                           | Snakes & Ladders     | —   |
| 2017                           | Godfather            | 9   |
| 2018                           | Godfather II         | —   |
| "—" pozycja nie była notowana. |                      |     |

## Kontrowersje
24 lipca 2020 Wiley opublikował szereg antysemickich tweetów, w których opisywał Żydów jako „tchórzy” i „węże”, porównał Żydów do Ku Klux Klan.